# Bogdanje
Bogdanje (cyr. Богдање) – wieś w Serbii, w okręgu rasińskim, w gminie Trstenik. W 2011 roku liczyła 972 mieszkańców.